# Llista d'abats de Sant Pere de Besalú
La llista d'abats de Sant Pere de Besalú s'inicia al segle X amb l'abat Gausbert i acaba amb Melcior de Rocabruna i Taverner, el 1835, poc després de la mort d'aquest abat el monestir fou desamortitzat. Des de 1592 també eren abats de Sant Quirze de Colera i Sant Llorenç de Sous.
- Gausbert 979
- Teodoric
- Arnulf 998
- Guifré 1003-1008
- Guifré 1020-1022
- Anguifred 1027-1029
- Tassi 1031
- Adalbert 1033-1056
- Pere 1074-1086
- Bernat 1113-1136
- Bernat 1150-1166
- Pere 1171-1211
- Guillem 1214-1230
- Pere 1230-1232
- Guillem 1233-1240
- Bernat 1242-1249
- Arnau 1250-1252
- Guillem 1252-1262
- Pere 1262
- Guillem 1265-1266
- Berenguer 1268-1269
- Guillem 1269-1270
- Pere 1270-1281
- Pere 1285-1303
- Dalmau de Palol 1303-1323
- Berenguer de Sant Esteve 1324-1340
- Berenguer 1341-1347
- Bernat Cavaller 1348-1357
- Francesc 1358-1380
- Bernat de Montagur 1383
- Dalmau de Guija 1387-1409
- Berenguer de Perarnau 1410-1421
- Berenguer d'Espasens 1423-1436
- Anton de Vilardell 1436-1466
- Francesc de Xetmar i de Juià 1466-1493
- Bernat de Xatmar 1496-1514
- Francesc (cardenal) 1515 (abat comendatari)
- Francesc de Remolins 1521-1524. Passa a ser abat de Sant Pere de Camprodon (abat comendatari)
- Jaume Quintana 1530-1532 (abat comendatari)
- Adam de Fort 1537-1543 (abat comendatari)
- Domènec de Pere Andreu 1546-1552 (abat comendatari)
- Sebastià Mir 1552 (abat comendatari)
- Joan de Tormo 1551-1573
- Francesc Gavarrer 1597-1611
- Benet Fontanella 1617-1627. 87è President de la Generalitat de Catalunya
- Francesc Llordal 1628-1631
- Francesc Climent 1632-1647
- Bernat de Pons 1661-1671
- Josep de Castelló 1672-1679
- Lluís de Montserrat 1680-1688
- Antoni de Planella i de Cruïlles 1688-1713. 113è President de la Generalitat de Catalunya
- Francesc Pastor i Descatllar 1715-1735
- Antoni Ametller i Montaner 1736-1747
- Bernat de Urtusuastagui 1749-1750
- Francesc Dortada i Bru 1757-1760
- Anselm Rubio 1761-1780
- Josep d'Areny i Cartellà 1783-1786
- Agustí Abad i Lasierra 1787-1790
- Benet de Vilosa 1791-1794
- Francesc Puig i Berenguer 1796
- Melcior de Rocabruna i Taverner 1798-1835